# Sol C. Siegel
Pour les articles homonymes, voir Siegel.
Sol C. Siegel, (30 mars 1903 - 29 décembre 1982) est un producteur de cinéma américain, né le 30 mars 1903 à New York (État de New York), mort le 29 décembre 1982 à Los Angeles (Californie).

## Biographie
Né à New York, Sol C. Siegel débute comme producteur associé en 1936, à la Republic Pictures, une société de production cinématographique créée l'année précédente) au sein de laquelle il collabore notamment avec John Wayne. Plus tard, il travaillera également pour la Paramount Pictures, la Twentieth Century Fox et la Metro-Goldwyn-Mayer.
Jusqu'en 1968, il est producteur associé d'une centaine de films américains dont l'un, La Fontaine des amours de Jean Negulesco en 1954, lui vaut, lors de la 27e cérémonie des Oscars de 1955, son unique nomination à l' Oscar du meilleur film.
il décède à Los Angeles en (Californie), le 29 décembre 1982.

## Filmographie partielle
(comme producteur)
- 1937 : Le Champion (Boots and Saddles) de Joseph Kane
- 1937 : Springtime in the Rockies de Joseph Kane
- 1937 : Hit the Saddle de Mack V. Wright
- 1937 : Range Defenders (en) de Mack V. Wright
- 1938 : Crépuscule (Under Westerner Stars) de Joseph Kane
- 1939 : Mademoiselle et son flic (She Married a Cop) de Sidney Salkow
- 1939 : Man of Conquest de George Nichols Jr.
- 1940 : Les Déracinés (Three Faces West) de Bernard Vorhaus
- 1940 : L'Escadron noir (Dark Command) de Raoul Walsh
- 1941 : Glamour Boy de Ralph Murphy
- 1941 : West Point Widow de Robert Siodmak
- 1942 : Le meurtrier s'est échappé (Fly-by-Night) de Robert Siodmak
- 1942 : Ton cœur est mon cœur (My Heart Belongs to Daddy) de Robert Siodmak
- 1942 : Trois Gouttes de poison (Sweater Girl) de William Clemens
- 1947 : Le Docteur et son toubib (Welcome Stranger) de Elliott Nugent
- 1947 : Les Exploits de Pearl White (The Perils of Pauline) de George Marshall
- 1948 : La Proie (Cry of the City) de Robert Siodmak
- 1948 : Le Rideau de fer (The Iron Curtain) de William A. Wellman
- 1949 : Chaînes conjugales (A Letter to Three Wives) de Joseph L. Mankiewicz
- 1949 : Allez coucher ailleurs (I was a Male War Bride) d'Howard Hawks
- 1949 : La Maison des étrangers (House of Strangers) de Joseph L. Mankiewicz

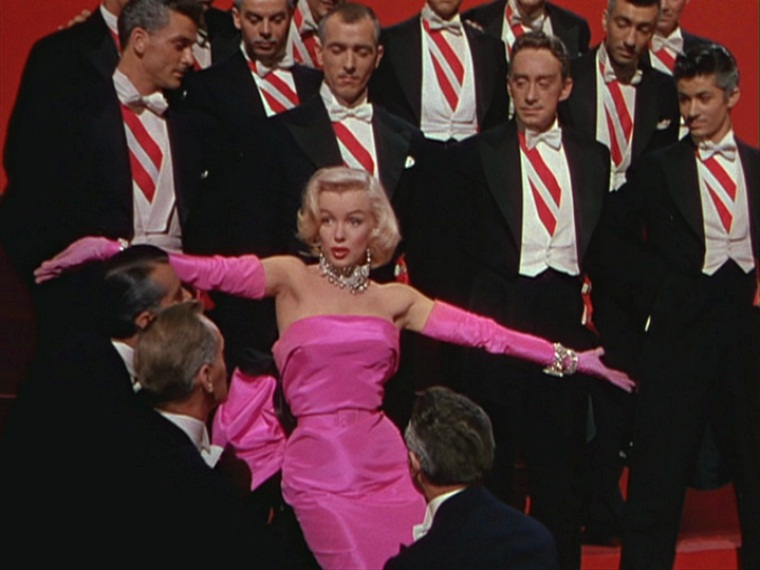
Marilyn Monroe, dans Les hommes préfèrent les blondes (1953)

- 1950 : Panique dans la rue (Panic in the Streets) de Elia Kazan
- 1950 : Trois gosses sur les bras (My Blue Heaven) de Henry Koster
- 1950 : Stella de Claude Binyon
- 1951 : 14 Heures (Fourteen Hours) de Henry Hathaway
- 1951 : Sur la Riviera (On the Riviera) de Walter Lang
- 1952 : Bas les masques (Deadline U.S.A.) de Richard Brooks
- 1952 : What Price Glory de John Ford
- 1952 : Un grand séducteur (Dreamboat) de Claude Binyon
- 1952 : Chérie, je me sens rajeunir (Monkey Business) de Howard Hawks
- 1953 : Le Général invincible (The president's Lady ) de Henry Levin
- 1953 : Les hommes préfèrent les blondes,  (Gentlemen prefer Blondes) de Howard Hawks
- 1954 : La Fontaine des amours (Three Coins in the Fountain) de Jean Negulesco
- 1954 : La Lance brisée (Broken Lance) de Edward Dmytryk
- 1956 : Haute Société (High Society) de Charles Walters
- 1957 : Les Girls (titre original) de George Cukor
- 1958 : Comme un torrent (Some came running) de Vincente Minnelli
- 1960 : Celui par qui le scandale arrive (Home from the Hill) de Vincente Minnelli
- 1966 : Alvarez Kelly de Edward Dmytryk
- 1968 : Le Refroidisseur de dames de Jack Smight

## Distinctions (sélection)
- 1955 : Nomination à l'Oscar du meilleur film, pour La Fontaine des amours.